# Campeonato Maranhense de Futebol de 1933
O Campeonato Maranhense de Futebol de 1933 foi a 14º edição da divisão principal do campeonato estadual do Maranhão. O campeão foi o Sampaio Corrêa que conquistou seu 1º título na história da competição. O artilheiro do campeonato foi Mundiquinho, jogador do Sampaio Corrêa, com 18 gols marcados.

## Premiação
| Campeonato Maranhense de 1933      |
| São Luís                           |
| ---------------------------------- |
| Sampaio Corrêa Campeão (1º título) |